# Disco de oro (programa de televisión)
Disco de oro fue un reality show musical mexicano que formó parte de la programación de Televisión Azteca y que inició transmisiones en 2007, fue conducido por José Luis Rodríguez "El Puma" y María Inés Guerra.
El certamen inició el 11 de febrero de 2007 y culminó el 15 de abril del mismo año.
La dinámica del concurso consistía en que sus participantes debían haber alcanzado un disco de oro por altas ventas de alguna producción discográfica por lo menos una vez en su carrera; quién resultara ganador obtendría $3, 000, 000 de pesos y Televisión Azteca le grabaría una producción musical y nuevamente alcanzar un disco de oro por altas ventas.
Este a diferencia de otros realitys de la televisora no contaba con un jurado para evaluar a los participantes.

## Participantes
Durante la competencia participaron artistas conocidos o que alcanzaron fama en los años 70, 80 y 90, tales como Amaury Gutiérrez, Karina, Beatriz Adriana, Lila Deneken, Nicho Hinojosa, Litzy, Marcos Llunas, Los Hermanos Carrión, Charlie Massó, MDO, Ángel López de Son By Four, Rosenda Bernal, Claudio Bermúdez ex-Timbiriche, Amaya Saizar de Trigo Limpio y Manoella Torres.
En la final de Disco de oro se enfrentaron 5 finalistas los cuáles fueron: Karina, Nicho Hinojosa, Ángel López de Son By Four, Manoella Torres y Beatriz Adriana donde finalmente la ganadora resultó ser Beatriz Adriana.